# Phyllachora opposita
Phyllachora opposita är en svampart som beskrevs av Henn. 1904. Phyllachora opposita ingår i släktet Phyllachora och familjen Phyllachoraceae.   Inga underarter finns listade i Catalogue of Life.